# Болтон Ландинг (Њујорк)
Болтон Ландинг (енгл. Bolton Landing) насељено је место без административног статуса у америчкој савезној држави Њујорк.

## Демографија
По попису из 2010. године број становника је 513.
| Група             | 2000.    | 2010.       |
| Белци             | 0 (0,0%) | 478 (93,2%) |
| Афроамериканци    | 0 (0,0%) | 1 (0,2%)    |
| Азијати           | 0 (0,0%) | 2 (0,4%)    |
| Хиспаноамериканци | 0 (0,0%) | 21 (4,1%)   |
| Укупно            | 0        | 513         |